# Menipea multipartita
Menipea multipartita is een mosdiertjessoort uit de familie van de Candidae. De wetenschappelijke naam van de soort is, als Caberea multipartita, voor het eerst geldig gepubliceerd in 1981 door Yang & Lu.